# Robert Reid Mill
Robert Reid Mill (1950) es un botánico y explorador inglés, que ha trabajado extensamente sobre la flora de Turquía.

## Algunas publicaciones
- 1967.  Flora of Helensburgh and district. Ed. Macneur & Bryden. 32 pp.

- 1979.  Taxonomic studies on generic limits in the family Boraginaceae (tribe Cynoglosseae). Vol. 1: 6 fichas; Vol. 2: 4 fichas. BLDSC D68077/86. Tesis doctoral University of St. Andrews

### Libros
- Davis, PH; RR Mill, J Cullen, MJE Coode. 1965. Flora of Turkey and the East Aegean Islands. Ed. Edinburgh University Press. ISBN 0-85224-559-9. 590 pp.

- 1994. Plants and People: Economic Botany in Northern Europe Ad 800-1800. Anexo especial Botanical Society of Scotland Symposium, Vol. 46 de Botanical J. of Scotland. Ed. Edinburgh University Press. ISBN 0-7486-0526-6. 186 pp.
- La abreviatura «R.R.Mill» se emplea para indicar a Robert Reid Mill como autoridad en la descripción y clasificación científica de los vegetales.[1]